# شهر الاما اقبال، مظفرگره
شهر الاما اقبال، مظفرگره (به انگلیسی: Allama Iqbal Town, Muzaffargarh) یک منطقهٔ مسکونی در پاکستان است که در پنجاب (پاکستان) واقع شده‌است.